# 悪魔のような女 (1996年の映画)
『悪魔のような女』（あくまのようなおんな、Diabolique）は、1996年のアメリカ合衆国のサイコスリラー映画。監督はジェレマイア・S・チェチック、出演はシャロン・ストーンとイザベル・アジャーニなど。1955年の同名のフランス映画のリメイク作品である。

## キャスト
※括弧内は日本語吹替
- ニコール・ホーナー: シャロン・ストーン（塩田朋子）
- ミア・バラン: イザベル・アジャーニ（日野由利加）
- ガイ・バラン: チャズ・パルミンテリ（仲野裕）
- シャーリー・ヴォーゲル: キャシー・ベイツ（藤堂陽子）
- サイモン・ヴィーチ: スポルディング・グレイ（英語版）（名取幸政）
- レオ・キャッツマン: アレン・ガーフィールド（峰恵研）
- ビデオカメラマン: ドナル・ローグ（天田益男）
- ビデオカメラマン: ジェフリー・エイブラムス
- エディ・ダンジガー: シャーリー・ナイト（磯辺万沙子）
- エリック・プレッツァー: アダム・ハン＝バード（英語版）（近藤玲子）

## 作品の評価

### 映画批評家によるレビュー
Rotten Tomatoesによれば、31件の評論のうち高評価は23%にあたる7件で、平均点は10点満点中4.1点、批評家の一致した見解は「古典的フレンチ・スリラーのこのみすぼらしいリメイク版は、オリジナルの悪魔的プロットを再現しているふりをしているが、真のサスペンスや様式的技巧の冴えはない。」となっている。

### 受賞歴
主演のシャロン・ストーンは、第17回ゴールデンラズベリー賞で最低新人賞にノミネートされた。なお「新シリアス版シャロン・ストーン」としてのノミネートであり、対象作品は本作と『ラストダンス』の2作である。